# Anh đào Lapins
Lapins (cũng được bán trên thị trường là Cherokee) là một giống cây anh đào. Nó là con lai của giống Van và Stella. Nó đã được trao giải thưởng Garden Merit của Hội Làm vường hoàng gia.

## Lịch sử canh tác
Giống cây Lapins được phát triển ở Summerland, British Columbia tại Trạm nghiên cứu Summerland. Đó là một trong những giống được phát triển bởi nhà nông học Karlis O. Lapins, một người gốc Latvia, người đã làm công việc tiên phong trong việc phát triển các giống anh đào tự sinh. Mặc dù giống cây này không được công bố cho đến năm 1983, nhiều năm sau khi ông nghỉ hưu, nó được đặt tên để vinh danh ông.

## Đặc điểm cây
Cây anh đào Lapins cao tới 2,5 đến 4 mét, với độ rộng 2,5 đến 4 mét. Nó có tán lá rậm rạp, màu xanh lá cây và cấu trúc nhánh thuận lợi cho phát triển năng suất lớn. Giống như giống bố mẹ Stella, anh đào Lapins có khả năng sinh sản và là loài thụ phấn tuyệt vời cho các giống anh đào khác.

## Đặc điểm quả
Quả của giống Lapins được coi là có chất lượng rất cao. Nó chuyển sang màu đỏ đậm trước khi sẵn sàng để thu hoạch, và không giống như một số giống, nó vẫn ngọt khi còn đỏ. Lapins là một loại anh đào cuối mùa, chín muộn hơn khoảng 2 tuần so với anh đào Bing. Chúng được ghi nhận là có sức đề kháng tốt .